# 베타포르마
베타포르마(학명: Vetaforma dusenii 베타포르마 두세니[*])는 망울이끼목에 속하는 우산이끼류의 일종이다. 베타포르마과(Vetaformataceae)와 베타포르마속(Vetaforma)의 유일종이다. 아르헨티나와 칠레에서만 발견된다.